# Klara Geywitz
Klara Geywitz (Potsdam, 18 de fevereiro de 1976) é uma cientista política e política alemã filiado ao Partido Social-Democrata da Alemanha (SPD), que atuou como membro do Landtag de Brandemburgo entre os anos de 2004 a 2019.

## Biografia

### Primeiros anos e educação
Geywitz nasceu no ano de 1976 em Potsdam, na antiga Alemanha Oriental, e estudou Ciência política na Universidade de Potsdam.

## Política

### Carreira política
Geywitz filiou-se ao Partido Social-Democrata da Alemanha (SPD) no ano de 1994, iniciando sua militância no partido.
Entre os anos de 2004 e 2019, Geywitz foi membro do Landtag de Brandemburgo. Entre outras atribuições do comitê, ela atuou no Comitê de Orçamento de 2009 até 2014. Ela sempre foi eleita na votação do primeiro posto para seu distrito eleitoral em Potsdam. Ela foi derrotada na eleição estadual de 2019 pela candidata do Aliança 90/Os Verdes, Marie Schäffer.
De 2008 a 2013, Geywitz atuou como vice-presidente do SPD em Brandemburgo, sob a liderança do então presidente partidário Matthias Platzeck. Entre os anos de 2013 a 2017, ela foi secretária-geral do partido, desta vez já sob a gestão do presidente Dietmar Woidke.
Nas negociações para formar um quarto gabinete sob a chanceler Angela Merkel após as eleições de 2017, Geywitz fez parte da delegação de seu partido.
Na eleição de liderança do SPD de 2019, Geywitz anunciou sua intenção de concorrer ao cargo de copresidente, junto com o então vice-chanceler Olaf Scholz. Na rodada final de votação, o membro do Bundestag - Saskia Esken - e o ex-ministro da Fazenda da Renânia do Norte-Vestfália, Norbert Walter-Borjans, venceram com 53% dos votos, derrotando Geywitz e Scholz, que conquistaram o apoio de apenas 45% da base do partido. Em uma convenção nacional do SPD em 2019, Geywitz foi mais tarde eleita um dos cinco deputadas dos co-presidentes do partido, Esken e Walter-Borjans, ao lado de Hubertus Heil, Kevin Kühnert, Serpil Midyatli e Anke Rehlinger.
Desde 2020, Geywitz trabalha para o Tribunal de Contas de Brandemburgo. Em 2020, após a morte de Thomas Oppermann, Geywitz endossou Dagmar Ziegler como sua sucessora no cargo de vice-presidente do Bundestag alemão.
No dia 6 de dezembro de 2021, ela passou a ocupar o cargo de Ministério do Interior da Alemanha no gabinete Scholz.

### Posicionamentos políticos
Ela foi uma das principais propulsoras da Lei da Paridade de Brandemburgo, que acabou falhando, segundo a qual mulheres e homens deveriam ser representados igualmente no Parlamento do Estado de Brandemburgo no futuro. Ela se descreve como uma feminista que defende a reconciliação da família e do compromisso político, melhores oportunidades para as mulheres trabalharem em tempo integral e remuneração igual para os sexos.
Possui um perfil moderado e conciliador.
Em janeiro de 2018, ela defendeu o início das negociações de coalizão com a União Democrata-Cristã (CDU) e a União Social-Cristã (CSU) para dar continuidade ao governo federal. Além disso, ela disse que o SPD não buscava uma continuação da grande coalizão, mas que depois que o Partido Democrático Liberal (FDP) se recusou a participar do governo, isso foi melhor do que novas eleições e abriu a possibilidade de fazer melhorias para a Alemanha Oriental.  Em sua opinião, a conferência do partido federal do SPD em dezembro de 2019 deveria decidir se a grande coalizão continuaria na segunda metade do período legislativo. Geywitz não queria descartar uma nova edição da grande coalizão.

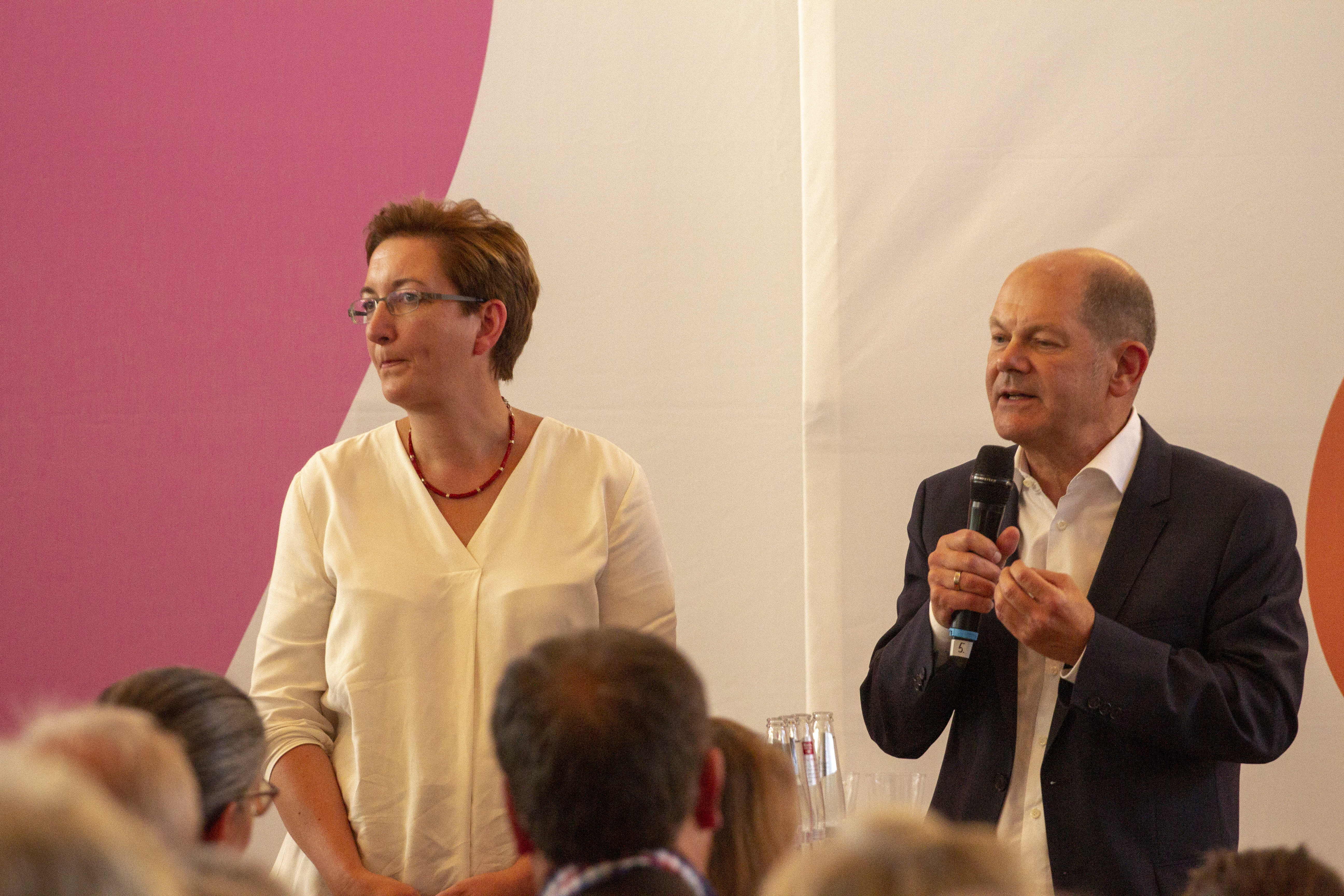
Klara Geywitz com Olaf Scholz no ano de 2019, em reunião do Partido Social-Democrata da Alemanha.

## Outras atividades

### Conselhos corporativos:
- Deutsche Druck- und Verlagsgesellschaft (DDVG), Membro do Conselho Fiscal.[23]

### Organizações sem fins lucrativos (ONG's):
- Fundação para a Cooperação Polaco-Alemã, Membro do Conselho de Administração.[24]
- Fundação Leo Baeck, membro do Conselho de Curadores.[25]

## Vida pessoal
Geywitz é casada possui três filhos.